# Nixon Carcelén
Nixon Aníbal Carcelén (10 febbraio 1969) è un ex calciatore ecuadoriano, di ruolo centrocampista.

## Carriera

### Club
Debutta nel Deportivo Quito, nel 1988, rimanendo nella società fino al 1995. Nel 1996 passa all'LDU Quito, con i quali gioca fino al 2001. Ha chiuso la carriera nel 2004.

### Nazionale
Dal 1991 al 1999 ha fatto parte della nazionale ecuadoriana, giocandovi quaranta partite, e partecipando a tre edizioni della Copa América.